# Аномаліза
«Аномаліза» (англ. Anomalisa) — американський ляльково-анімаційний драматичний фільм, який зняли Чарлі Кауфман і Дюк Джонсон. Світова прем'єра стрічки відбулась 4 вересня 2015 року на міжнародному кінофестивалі в Телларайді. Також фільм показували на кінофестивалях у Венеції та Торонто.

## Голосовий акторський склад
- Девід Тьюліс — Майкл Стоун
- Дженніфер Джейсон Лі — Ліза
- Том Нунан — усі інші персонажі

## Визнання
| Нагороди та номінації фільму «Аномаліза» | Нагороди та номінації фільму «Аномаліза» | Нагороди та номінації фільму «Аномаліза»   | Нагороди та номінації фільму «Аномаліза» | Нагороди та номінації фільму «Аномаліза» | Нагороди та номінації фільму «Аномаліза» |
| Рік                                      | Кінопремія / Кінофестиваль               | Категорія / Нагорода                       | Номінант                                 | Результат                                | Дж                                       |
| ---------------------------------------- | ---------------------------------------- | ------------------------------------------ | ---------------------------------------- | ---------------------------------------- | ---------------------------------------- |
| 2015                                     | Остінський кінофестиваль фантастики      | Найкращий режисер                          | Чарлі Кауфман, Дюк Джонсон               | Перемога                                 |                                          |
| 2015                                     | Венеційський кінофестиваль               | «Золотий лев» за найкращий фільм           | «Аномаліза»                              | Номінація                                |                                          |
| 2015                                     | Венеційський кінофестиваль               | Нагорода Green Drop                        | «Аномаліза»                              | Номінація                                |                                          |
| 2015                                     | Венеційський кінофестиваль               | Спеціальний Ґран-прі журі                  | «Аномаліза»                              | Перемога                                 |                                          |
| 2015                                     | Венеційський кінофестиваль               | Нагорода Future Film Festival Digital      | «Аномаліза»                              | Перемога                                 |                                          |
| 2015                                     | Мілл-Веллейський кінофестиваль           | Найкращий анімаційний фільм                | «Аномаліза»                              | Перемога                                 |                                          |
| 2016                                     | Премія «Оскар»                           | Найкращий анімаційний повнометражний фільм | Аномаліза                                | Номінація                                | [ 2 ]                                    |